# TVCatchup
TVCatchup è stato un sistema di fruizione in tempo reale della TV britannica attraverso il World Wide Web. Per accedervi era necessario essere cittadini residenti nel Regno Unito.

## Storia
In principio, TVCatchup fu sviluppato come Personal Video Recorder, cioè permetteva solo di programmare la registrazione di trasmissioni televisive per poi visionarle con comodo. Successivamente, a causa di un'azione legale intrapresa dalla BBC e da altri network televisivi, il servizio fu sospeso. I broadcasters sostenevano che violasse i diritti legati ai contenuti diffusi.
In seguito, TVCatchup è stato riattivato, ma solo per la visione della TV in streaming senza la possibilità di effettuare registrazioni.
Al 2021 non è più attivo.

## Canali televisivi disponibili
- BBC one
- BBC two
- BBC three
- BBC four
- CBBC (Children's BBC)
- BBC News
- ITV1
- ITV2
- ITV3
- ITV4
- Channel 4
- E4
- More4
- Film4
- Dave
- Five
- Five USA
- Fiver
- ABS-CBN (local channel 2 Manila)